# Pseudautomeris chinchipensis
Pseudautomeris chinchipensis is een vlinder uit de familie nachtpauwogen (Saturniidae), onderfamilie Hemileucinae.
De wetenschappelijke naam van de soort is voor het eerst geldig gepubliceerd door Racheli & Racheli in 2006.